# Réseau européen de la concurrence
Le Réseau européen de la concurrence (REC, en anglais : European Competition Network) est une association des autorités de la concurrence européennes. Elle regroupe les autorités de la concurrence des États-membres et la Commission européenne.

## Création
Le Réseau européen de la concurrence est créé en 2004 à l'initiative de la Commission européenne.

## Buts
Le Réseau européen de la concurrence a pour but de fournir une infrastructure de coopération entre les autorités nationales de la concurrence et la Commission européenne. Il vise également à maintenir une cohérence dans l'application du droit de la concurrence,, mais aussi à assurer une application facilité du droit communautaire en matière de concurrence.
Le Réseau permet également aux autorités nationales et à la Commission de se répartir les différentes affaires relevant du droit de la concurrence.

## Composition et fonctionnement
Le Réseau européen de la concurrence est composé de la Commission européenne et des autorités nationales de la concurrence. Certaines autorités nationales n'en font toutefois pas partie, comme la Competition Commission (en) britannique.
Le fonctionnement du REC se base sur une communication de la Commission publiée en 2004, un instrument légal non contraignant mais accepté par les États-membres. La Commission européenne a un rôle prépondérant dans ce système, dans la mesure où elle a la tâche de le gérer de manière centralisée,.